# Râul Vidăcut
Râul Vidăcut sau Râul Hidecut este un curs de apă, afluent al râului Eliseni.  

## Hărți
- Harta județului Harghita